# PZL-101 Gawron
PZL-101 Gawron – samolot rolniczy i wielozadaniowy konstrukcji polskiej, produkowany w WSK-Okęcie.

## Historia
Konstrukcja powstała jako rozwinięcie radzieckiego Jaka-12M, produkowanego w Polsce na licencji. Przeróbkę opracował mgr inż. Stanisław Lassota. Celem było uzyskanie konstrukcji o większej ładowności oraz lepszych właściwościach lotnych. Z uwagi na zmianę środka ciężkości skrzydłom nadano niewielki skos, a na ich końcu zamontowano płyty brzegowe, które później zdemontowano w wielu samolotach, gdyż znacznie utrudniały lądowanie przy bocznym wietrze. Przesunięto w tył golenie podwozia głównego, zmniejszono masę wyposażenia usuwając jego część i dodano dodatkowy zbiornik na chemikalia. W ten sposób uzyskano samolot mogący zabrać 550 kg chemikaliów.

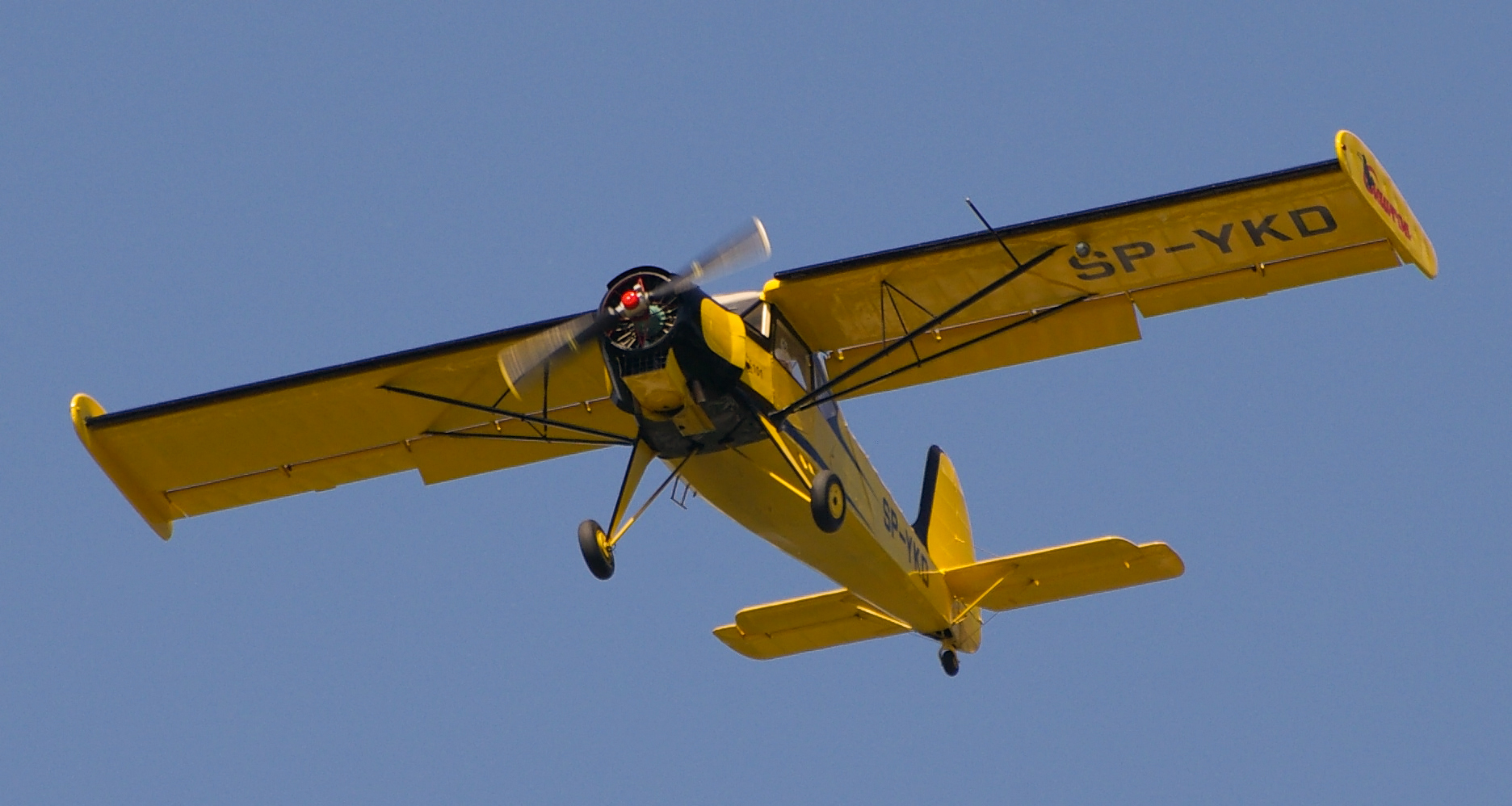
PZL-101 w locie, widziany od dołu

Samolot oblatano 14 kwietnia 1958, a do produkcji seryjnej wszedł w 1960. Od 1962 produkowano wersję PZL-101A, w której m.in. dodano drzwi po prawej stronie kabiny. Od 1965 do produkcji weszła ulepszona wersja PZL-101B, różniąca się m.in. brakiem „garbu” nad zbiornikiem na chemikalia i dużym chwytem powietrza pod silnikiem. Oprócz dwumiejscowej wersji rolniczej produkowano czteromiejscową wersję wielozadaniową oraz wersję sanitarną przewożącą chorego na noszach. Do 1968 wyprodukowano łącznie 325 samolotów, w tym:
- 215 dwumiejscowych rolniczych
- 78 czteromiejscowych aeroklubowych
- 32 sanitarne

134 Gawrony wyeksportowano, głównie do Bułgarii 40 szt. i Węgier 67 szt., a w mniejszych liczbach do Austrii 5 szt., Finlandii 3 szt., Hiszpanii 4 szt., Indii 6 szt., Turcji 5 szt., Wenezueli 1 szt. Wietnamu 1 szt., ZSRR 2 szt.
PZL-101 Gawron został wyparty pod koniec lat 70. przez nowocześniejszą konstrukcję rolniczą PZL-106 Kruk. Niektóre samoloty pozostają w użyciu w aeroklubach lub rękach prywatnych do dziś (2017).

## Konstrukcja

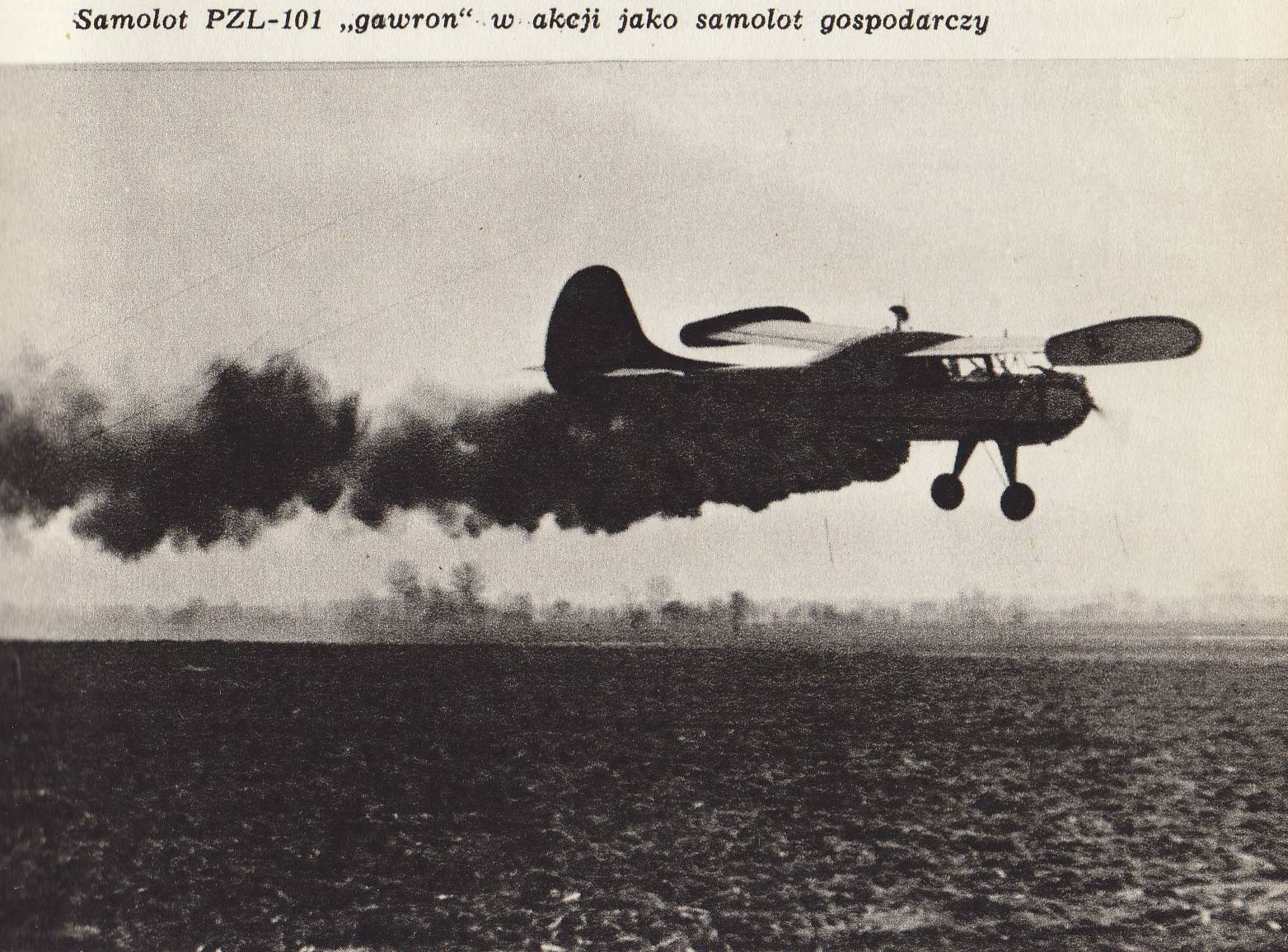
Rolniczy PZL-101 w locie, wykonuje opryski

Silnik AI-14R eksponowany w MLP w Krakowie

Jednosilnikowy górnopłat zastrzałowy. Kadłub spawany z rur stalowych, z przodu kryty jest blachą duraluminiową, a w tylnej części płótnem. Skrzydła dwudźwigarowe duralowe kryte płótnem, o niewielkim skosie, wyposażone w klapy szczelinowe i stałe sloty. Usterzenie klasyczne, konstrukcji metalowej kryte płótnem. Podwozie samolotu stałe, klasyczne z kółkiem ogonowym. Istniała możliwość zainstalowania nart zamiast kół. W wersji rolniczej posiada wymienne komplety urządzeń do rozpylania proszków i nawozów, rozpryskiwania ciekłych chemikaliów i rozpylania aerozoli. Szerokość opylanego pasa wynosi 30–70 m.
Napęd stanowi silnik gwiazdowy 9-cylindrowy PZL AI-14R o mocy 191 kW (260 KM). Dwa zbiorniki paliwa w płacie mieszczą łącznie 180 litrów. Można podwieszać pod skrzydłami dwa dodatkowe zbiorniki o pojemności po 95 l.

## Dane techniczne
- Rozpiętość: 12,68 m
- Długość: 9 m
- Wysokość: 3,12 m
- Powierzchnia nośna: 23,8 m²
- Masa użyteczna: 660 kg
- Masa startowa: 1660 kg
- Prędkość maksymalna: 170 km/h
- Prędkość minimalna: 50 km/h
- Prędkość wznoszenia: 2,5 m/s
- Pułap: 3380 m
- Zasięg: 240 km